# Soorts-Hossegor
Soorts-Hossegor (gaskonsko Sòrts e Òssagòr) je letoviško naselje in občina v francoskem departmaju Landes regije Akvitanije. Naselje je leta 2009 imelo 3.668 prebivalcev.

## Geografija
Kraj leži v pokrajini Gaskonji ob Biskajskem zalivu, 34 km zahodno od Daxa.

## Uprava
Občina Soorts-Hossegor skupaj s sosednjimi občinami Angresse, Azur, Magescq, Messanges, Moliets-et-Maa, Saint-Geours-de-Maremne, Seignosse, Soustons, Tosse in Vieux-Boucau-les-Bains sestavlja kanton Soustons s sedežem v Soustonsu. Kanton je sestavni del okrožja Dax.

## Zanimivosti
Soorts-Hossegor je vmesna postaja primorske variante romarske poti v Santiago de Compostelo, tim. Voie de Soulac.
- cerkev sv. Štefana, Soorts,
- cerkev sv. Trojice, Hossegor,
- jezero lac d'Hossegor.